# Оскар за најбољег глумца у главној улози
Оскар за најбољег глумца (енгл. Academy Award for Best Performance by an Actor in a Leading Role) додељује се редовно од прве доделе Оскара 1928. године.
Напомена: Оскари су се додељивали почетком сваке године за успехе постигнуте у претходној, а на овом попису назначене су године када је награда додељивана; зато је, на пример, могуће да је додела која је одржана 1932. у ствари за филм(ове) из 1931. године.

## Добитници

### 1920-е
| Година | Добитник — Филм                                    | Номиновани — Филм                                                                                 |
| ------ | -------------------------------------------------- | ------------------------------------------------------------------------------------------------- |
| 1928.  | Емил Јанингс — Последња заповест — Пут свега живог | Ричард Бартелмес — Омча Чарли Чаплин — Циркус                                                     |
| 1929.  | Ворнер Бакстер — У старој Аризони                  | Џорџ Банкрофт — Гром из ведрог неба Честер Морис — Алиби Пол Мјуни — Одважни Луис Стоун — Родољуб |

### 1930-е
- 1930. Џорџ Арлис — Дизраели (1929)
  - Џорџ Арлис — Зелена богиња
  - Волас Бири — Велика кућа
  - Морис Шевалије — Велика бара и Љубавна парада
  - Роналд Колман — Булдог Драмонд и Проклети
  - Лоренс Тибет — The Rogue Song
- 1931. Лајонел Баримор — Слободна душа
  - Адолф Менжу — Насловна страна
  - Џеки Купер — Скипи
  - Ричард Дикс — Симарон
  - Фредрик Марч — Краљевска бродвејска породица
- 1932. Волас Бири — Шампион и Фредрик Марч — Доктор Џекил и господин Хајд
  - Алфред Лант — The Guardsman
- 1933. Чарлс Лотон — Приватни живот Хенрија VIII
  - Лесли Хауард — Берклијев трг
  - Пол Мјуни — Ја сам бегунац из окова
- 1934. Кларк Гејбл — Догодило се једне ноћи
  - Френк Морган — Селинијеве афере
  - Вилијам Пауел — Мршавко
- 1935. Виктор Маклаглен — Потказивач
  - Кларк Гејбл — Побуна на броду Баунти
  - Чарлс Лотон — Побуна на броду Баунти
  - Френчот Тоун — Побуна на броду Баунти
- 1936. Пол Мјуни — Луј Пастер
  - Гари Купер — Господин Дидс иде у град
  - Волтер Хјустон — Додсворт
  - Вилијам Пауел — Мој човек Годфри
  - Спенсер Трејси — Сан Франциско
- 1937. Спенсер Трејси — Капетан храброст
  - Чарлс Бојер — Conquest
  - Фредрик Марч — Звезда је рођена
  - Роберт Монтгомери — Ноћ мора пасти
  - Пол Мјуни — Живот Емила Золе
- 1938. Спенсер Трејси — Град дечака
  - Чарлс Бојер — Алжир
  - Џејмс Кегни — Анђели гарава лица
  - Роберт Донат — Цитадела (1938)
  - Лесли Хауард — Пигмалион
- 1939. Роберт Донат — Збогом, господине Чипс
  - Кларк Гејбл — Прохујало с вихором
  - Лоренс Оливије — Оркански висови
  - Мики Руни — Деца под оружјем
  - Џејмс Стјуарт — Господин Смит иде у Вашингтон

### 1940-е
- 1940. Џејмс Стјуарт — Филаделфијска прича
  - Чарли Чаплин — Велики диктатор
  - Хенри Фонда — Плодови гнева
  - Рејмонд Маси — Ејб Линколн у Илиноису
  - Лоренс Оливије — Ребека
- 1941. Гари Купер — Наредник Јорк
  - Кери Грант — Пени серенада
  - Волтер Хјустон — Ђаво и Данијел Вебстер
  - Роберт Монтгомери — Опет долази господин Џордан
  - Орсон Велс — Грађанин Кејн
- 1942. Џејмс Кегни — Фићфирић са севера
  - Роналд Колман — Робови прошлости
  - Гари Купер — Понос Јенкија
  - Волтер Пиџон — Госпођа Минивер
  - Монти Вули — Гајдаш
- 1943. Пол Лукас — Стража на Рајни
  - Хамфри Богарт — Казабланка
  - Гари Купер — За ким звоно звони
  - Волтер Пиџон — Мадам Кири
  - Мики Руни — Људска комедија
- 1944. Бинг Крозби — Идући својим путем
  - Чарлс Бојер — Плинска светлост
  - Бари Фицџералд — Идући својим путем
  - Кери Грант — Ништа осим усамљеног срца
  - Александер Нокс — Вилсон
- 1945. Реј Миланд — Изгубљени викенд
  - Бинг Крозби — Звона свете Марије
  - Џин Кели — Дижи сидро
  - Грегори Пек — Кључеви краљевства
  - Корнел Вајлд — Незаборавна мелодија
- 1946. Фредрик Марч — Најбоље године нашег живота
  - Лоренс Оливије — Хенри V
  - Лари Паркс — Прича о Алу Џолсону
  - Грегори Пек — Пролеће живота
  - Џејмс Стјуарт — Диван живот
- 1947. Роналд Колман — Двоструки живот
  - Џон Гарфилд — Тело и душа
  - Грегори Пек — Џентлменски споразум
  - Мајкл Редгрејв — Електри пристаје црнина
  - Вилијам Пауел — Живот с оцем
- 1948. Лоренс Оливије — Хамлет
  - Лу Ерс — Џони Белинда
  - Монтгомери Клифт — Деца Европе
  - Дан Дејли — Док ми се моја мала смеши
  - Клифтон Веб — Силом дадиља
- 1949. Бродерик Крофорд — Сви краљеви људи
  - Кирк Даглас — Шампион
  - Грегори Пек — Полетање усред дана
  - Ричард Тод — Жустро срце
  - Џон Вејн — Песак Иво Џиме

### 1950-е
- 1950. Хосе Ферер — Сирано де Бержерак
  - Луис Калхерн — Величанствени Јенки
  - Вилијам Холден — Булевар сумрака
  - Џејмс Стјуарт — Харви
  - Спенсер Трејси — Отац младе
- 1951. Хамфри Богарт — Афричка краљица
  - Марлон Брандо — Трамвај звани жеља 
  - Монтгомери Клифт — Место под сунцем
  - Артур Кенеди — Горка победа
  - Фредрик Марч — Смрт трговачког путника
- 1952. Гари Купер — Тачно у подне
  - Марлон Брандо — Вива Запата!
  - Кирк Даглас — Град илузија
  - Хосе Ферер — Мулен Руж
  - Алек Гинис — Банда са Лавендер Хила
- 1953. Вилијам Холден — Сталаг 17
  - Марлон Брандо — Јулије Цезар
  - Ричард Бертон — Туника
  - Монтгомери Клифт — Одавде до вечности
  - Берт Ланкастер — Одавде до вечности
- 1954. Марлон Брандо — На доковима Њујорка
  - Хамфри Богарт — Побуна на Кејну
  - Бинг Крозби — Провинцијалка
  - Џејмс Мејсон — Звезда је рођена
  - Дан О’Херлихи — Пустоловине Робинзона Крусоа
- 1955. Ернест Боргнајн — Марти
  - Џејмс Кегни — Воли ме или ме остави
  - Џејмс Дин — Источно од раја
  - Френк Синатра — Човек са златном руком
  - Спенсер Трејси — Лош дан у Блек Року
- 1956. Јул Бринер — Краљ и ја
  - Џејмс Дин — Див
  - Кирк Даглас — Жудња за животом
  - Рок Хадсон — Див
  - Лоренс Оливије — Ричард III
- 1957. Алек Гинис — Мост на реци Квај
  - Марлон Брандо — Сајонара
  - Ентони Франсиоза — Шешир пун кише
  - Чарлс Лотон — Сведок оптужбе
  - Ентони Квин — Дивљи ветар
- 1958. Дејвид Нивен — Одвојени столови
  - Тони Кертис — Бег у ланцима
  - Пол Њумен — Мачка на усијаном лименом крову
  - Сидни Поатје — Бег у ланцима
  - Спенсер Трејси — Старац и море
- 1959. Чарлтон Хестон — Бен Хур
  - Лоренс Харви — Пут у високо друштво
  - Џек Лемон — Неки то воле вруће
  - Пол Мјуни — Последњи гневни човек
  - Џејмс Стјуарт — Анатомија једног убиства

### 1960-е
- 1960. Берт Ланкастер — Елмер Гантри, шарлатан
  - Тревор Хауард — Синови и љубавници
  - Џек Лемон — Апартман
  - Лоренс Оливије — Забављач
  - Спенсер Трејси — Наследи ветар
- 1961. Максимилијан Шел — Нирнбершки процес
  - Чарлс Бојер — Фани
  - Пол Њумен — Хазардер
  - Спенсер Трејси — Нирнбершки процес
  - Стјуарт Витман — Знак
- 1962. Грегори Пек — Убити птицу ругалицу
  - Берт Ланкастер — Птичар из Алкатраза
  - Џек Лемон — Дани вина и ружа
  - Марчело Мастројани — Развод на италијански начин
  - Питер О’Тул — Лоренс од Арабије
- 1963. Сидни Поатје — Љиљани у пољу
  - Алберт Фини — Том Џоунс
  - Ричард Харис — Спортски живот
  - Рекс Харисон — Клеопатра
  - Пол Њумен — Хад
- 1964. Рекс Харисон — Моја лепа госпођице
  - Ричард Бертон — Бекет
  - Питер О’Тул — Бекет
  - Ентони Квин — Грк Зорба
  - Питер Селерс — Доктор Стрејнџлав
- 1965. Ли Марвин — Кет Балу
  - Ричард Бартон — Шпијун који је дошао са хладноће
  - Лоренс Оливије — Отело
  - Род Стајгер — Човек из залагаонице
  - Оскар Вернер — Брод лудака
- 1966. Пол Скофилд — Човек за сва времена
  - Алан Аркин — Руси долазе, Руси долазе
  - Ричард Бертон — Ко се боји Вирџиније Вулф?
  - Мајкл Кејн — Алфи
  - Стив Маквин — Каменчићи у песку
- 1967. Род Стајгер — У врелини ноћи
  - Ворен Бејти — Бони и Клајд
  - Дастин Хофман — Дипломац
  - Пол Њуман — Хладноруки кажњеник
  - Спенсер Трејси — Погоди ко долази на вечеру
- 1968. Клиф Робертсон — Чарли
  - Алан Аркин — Срце је усамљени ловац
  - Алан Бејтс — The Fixer
  - Рон Муди — Оливер!
  - Питер О’Тул — Зима једног лава
- 1969. Џон Вејн — Човек звани храброст
  - Ричард Бертон — Ана од хиљаду дана
  - Дастин Хофман — Поноћни каубој
  - Питер О’Тул — Збогом, господине Чипс
  - Џон Војт — Поноћни каубој

### 1970-е
- 1970. Џорџ К. Скот — Патон
  - Мелвин Даглас — Никада нисам певао свом оцу
  - Џејмс Ерл Џоунс — Велика бела нада
  - Џек Николсон — Пет лаких комада
  - Рајан О’Нил — Љубавна прича
- 1971. Џин Хекман — Француска веза
  - Питер Финч — Недеља, крвава недеља
  - Волтер Матау — Коч
  - Џорџ К. Скот — Болница
  - Топол — Виолиниста на крову
- 1972. Марлон Брандо — Кум
  - Мајкл Кејн — Њушкало
  - Лоренс Оливије — Њушкало
  - Питер О’Тул — Владајућа класа
  - Пол Винфилд — Саундер или пасји живот
- 1973. Џек Лемон — Спасите тигра
  - Марлон Брандо — Последњи танго у Паризу
  - Џек Николсон — Последњи задатак
  - Ал Пачино — Серпико
  - Роберт Редфорд — Жаока
- 1974. Арт Карни — Хари и Тонто
  - Алберт Фини — Убиство у Оријент експресу
  - Дастин Хофман — Лени
  - Џек Николсон — Кинеска четврт
  - Ал Пачино — Кум 2
- 1975. Џек Николсон — Лет изнад кукавичјег гнезда
  - Волтер Матау — Априлске луде
  - Ал Пачино — Пасје поподне
  - Максимилијан Шел — Човек у стакленој ћелији
  - Џејмс Витмор — Покажи им, Хари!
- 1976. Питер Финч — ТВ мрежа
  - Роберт де Ниро — Таксиста
  - Ђанкарло Ђанини — Пасквалино лепотан
  - Вилијам Холден — ТВ мрежа
  - Силвестер Сталоне — Роки
- 1977. Ричард Драјфус — Девојка за збогом
  - Вуди Ален — Ени Хол
  - Ричард Бертон — Еквус, слепи коњ
  - Марчело Мастројани — Један изузетан дан
  - Џон Траволта — Грозница суботње вечери
- 1978. Џон Војт — Повратак ратника
  - Ворен Бејти — Небо може чекати
  - Гари Бјуси — Прича о Бадију Холију
  - Роберт де Ниро — Ловац на јелене
  - Лоренс Оливије — Момци из Бразила
- 1979. Дастин Хофман — Крамер против Крамера
  - Џек Лемон — Кинески синдром
  - Рој Шајдер — Сав тај џез
  - Питер Селерс — Добро дошли, господине Ченс
  - Ал Пачино — Правда за све

### 1980-е
- 1980. Роберт де Ниро — Разјарени бик
  - Роберт Дувал — Велики Сантини
  - Џон Херт — Човек слон 
  - Џек Лемон — Летњи момци
  - Питер О’Тул — Каскадер
- 1981. Хенри Фонда — На Златном језеру
  - Ворен Бејти — Црвени
  - Берт Ланкастер — Атлантик Сити
  - Дадли Мур — Артур
  - Пол Њумен — Без злобе
- 1982. Бен Кингсли — Ганди 
  - Дастин Хофман — Тутси
  - Џек Лемон — Нестали
  - Пол Њумен — Пресуда
  - Питер О’Тул — Моја омиљена година
- 1983. Роберт Дувал — Нежно милосрђе
  - Мајкл Кејн — Знатижељна Рита
  - Том Конти — Рубен, Рубен
  - Том Кортни — Гардеробер
  - Алберт Фини — Гардеробер
- 1984. Ф. Мари Ејбрахам — Амадеус
  - Џеф Бриџиз — Човек са звезде
  - Алберт Фини — Под вулканом
  - Том Халс — Амадеус
  - Сем Вотерстон — Поља смрти
- 1985. Вилијам Херт — Пољубац жене-паука
  - Харисон Форд — Сведок
  - Џејмс Гарнер — Мерфијева романса
  - Џек Николсон — Част Прицијевих
  - Џон Војт — Помахнитали воз
- 1986. Пол Њумен — Боја новца
  - Декстер Гордон — Око поноћи
  - Боб Хоскинс — Мона Лиза
  - Вилијам Херт — Деца мањег бога
  - Џејмс Вудс — Салвадор
- 1987. Мајкл Даглас — Вол стрит
  - Вилијам Херт — ТВ новости
  - Марчело Мастројани — Црне очи
  - Џек Николсон — Челични коров
  - Робин Вилијамс — Добро јутро, Вијетнаме
- 1988. Дастин Хофман — Кишни човек
  - Џин Хекман — Мисисипи у пламену
  - Том Хенкс — Велики
  - Едвард Џејмс Олмос — Стој чврсто и одради посао
  - Макс вон Сидоу — Пеле освајач
- 1989. Данијел Деј-Луис — Моје лево стопало
  - Кенет Брана — Хенри V
  - Том Круз — Рођен 4. јула
  - Морган Фриман — Возећи госпођицу Дејзи
  - Робин Вилијамс — Друштво мртвих песника

### 1990-е
- 1990. Џереми Ајронс — Жртве богатства
  - Кевин Костнер — Плес са вуковима
  - Роберт де Ниро — Буђења
  - Жерар Депардје — Сирано де Бержерак
  - Ричард Харис — Поље (филм)
- 1991. Ентони Хопкинс — Кад јагањци утихну (Са мање од 16 минута појављивања у филму Хопкинс постаје оскаровац са најкраћом улогом)
  - Ворен Бејти — Багзи
  - Роберт де Ниро — Рт страха
  - Ник Нолти — Господар плиме
  - Робин Вилијамс — Краљ рибара
- 1992. Ал Пачино — Мирис жене
  - Роберт Дауни млађи — Чаплин
  - Клинт Иствуд — Неопроштено
  - Стивен Реј — Играчка плачка
  - Дензел Вошингтон — Малком Икс
- 1993. Том Хенкс — Филаделфија
  - Лоренс Фишборн — Тина: Шта љубав има с тим?
  - Ентони Хопкинс — Остаци дана
  - Данијел Деј-Луис — У име оца
  - Лијам Нисон — Шиндлерова листа
- 1994. Том Хенкс — Форест Гамп (Хенкс постаје пети глумац у историји са два Оскара заредом)
  - Морган Фриман — Бекство из Шошенка
  - Најџел Хоторн — Лудило краља Џорџа
  - Пол Њумен — Ничија будала
  - Џон Траволта — Петпарачке приче
- 1995. Николас Кејџ — Напуштајући Лас Вегас
  - Ричард Драјфус — Опус господина Холанда
  - Ентони Хопкинс — Никсон
  - Шон Пен — Мртав човек хода
  - Масимо Троизи — Поштар
- 1996. Џефри Раш — Сјај
  - Том Круз — Џери Магвајер
  - Рејф Фајнс — Енглески пацијент
  - Били Боб Торнтон — Оштрица злочина
  - Вуди Харелсон — Народ против Ларија Флинта
- 1997. Џек Николсон — Добро да боље не може бити
  - Мет Дејмон — Добри Вил Хантинг
  - Роберт Дувал — Апостол
  - Питер Фонда — Јулијево злато
  - Дастин Хофман — Председничке лажи
- 1998. Роберто Бенињи — Живот је леп (Бенињи постаје други глумац у историји доделе Оскара који је и режирао филм)
  - Ијан Макелен — Богови и чудовишта
  - Ник Нолти — Affliction
  - Едвард Нортон — Америчка историја икс
  - Том Хенкс — Спасавање војника Рајана
- 1999. Кевин Спејси — Америчка лепота
  - Дензел Вошингтон — Ураган
  - Расел Кроу — Пробуђена савест
  - Ричард Фарнсворт — Права прича
  - Шон Пен — Бити најбољи

### 2000-е
| Година | Добитник — Филм                        | Номиновани — Филм |
| ------ | -------------------------------------- | --- |
| 2000.  | Расел Кроу — Гладијатор                | Хавијер Бардем — Пре него падне ноћ Том Хенкс — Изгнаник Ед Харис — Полок Џефри Раш — Перо                                                    |
| 2001.  | Дензел Вошингтон — Дан обуке           | Вил Смит — Али Расел Кроу — Блистави ум Шон Пен — Зовем се Сем Том Вилкинсон — У спаваћој соби                                                |
| 2002.  | Ејдријен Броди — Пијаниста             | Џек Николсон — Све о Шмиту Николас Кејџ — Адаптација Данијел Деј-Луис — Банде Њујорка Мајкл Кејн — Мирни Американац                           |
| 2003.  | Шон Пен — Мистична река                | Џони Деп — Пирати са Кариба: Проклетство Црног бисера Бен Кингсли — Кућа песка и магле Џуд Ло — Хладна планина Бил Мари — Изгубљени у преводу |
| 2004.  | Џејми Фокс — Реј                       | Леонардо Дикаприо — Авијатичар Џони Деп — У потрази за Недођијом Дон Чидл — Хотел Руанда Клинт Иствуд — Девојка од милион долара              |
| 2005.  | Филип Симор Хофман — Капоте            | Хит Леџер — Планина Броукбек Дејвид Стратерн — Лаку ноћ и срећно Хоакин Финикс — Ход по ивици Теренс Хауард — Хип хоп макро                   |
| 2006.  | Форест Витакер — Последњи краљ Шкотске | Леонардо Дикаприо — Крвави дијамант Рајан Гозлинг — Пола Нелсона Питер О‘Тул — Венера Вил Смит — У потрази за срећом                          |
| 2007.  | Данијел Деј-Луис — Биће крви           | Џорџ Клуни — Мајкл Клејтон Џони Деп — Свини Тод: Паклени берберин из улице Флит Томи Ли Џоунс — Долина несталих Виго Мортенсен — Заклетва     |
| 2008.  | Шон Пен — Милк                         | Бред Пит — Необични случај Бенџамина Батона Френк Ланџела — Фрост/Никсон Ричард Џенкинс — Посетилац Мики Рорк — Рвач                          |
| 2009.  | Џеф Бриџиз — Лудо срце                 | Џорџ Клуни — У ваздуху Колин Ферт — Самац Морган Фримен — Непобедив Џереми Ренер — Катанац за бол                                             |

### 2010-е
| Година | Добитник — Филм                       | Номиновани — Филм |
| ------ | ------------------------------------- | --- |
| 2010.  | Колин Ферт — Краљев говор             | Џеф Бриџиз — Човек звани храброст Хавијер Бардем — Прелепо Џејмс Франко — 127 сати Џеси Ајзенберг — Друштвена мрежа                   |
| 2011.  | Жан Дижарден — Уметник                | Џорџ Клуни — Потомци Гари Олдман — Крпар, кројач, солдат, шпијун Бред Пит — Формула успеха Демијан Бичир — Бољи живот                 |
| 2012.  | Данијел Деј-Луис — Линколн            | Хју Џекман — Јадници Бредли Купер — У добру и у злу Хоакин Финикс — Мастер Дензел Вошингтон — Лет                                     |
| 2013.  | Метју Маконахеј — Пословни клуб Далас | Кристијан Бејл — Америчка превара Чуетел Еџиофор — Дванаест година ропства Леонардо Дикаприо — Вук са Вол Стрита Брус Дерн — Небраска |
| 2014.  | Еди Редмејн — Теорија свега           | Стив Карел — Рвање са лудилом Бредли Купер — Снајпериста Бенедикт Камбербач — Игра кодова Мајкл Китон — Човек Птица                   |
| 2015.  | Леонардо Дикаприо — Повратник         | Брајан Кранстон — Трамбо Мет Дејмон — Марсовац: Спасилачка мисија Мајкл Фасбендер — Стив Џобс Еди Редмејн — Данкиња                   |
| 2016.  | Кејси Афлек — Манчестер на Мору       | Ендру Гарфилд — Гребен спаса Рајан Гозлинг — Ла ла ленд Виго Мортенсен — Капетан Фантастични Дензел Вошингтон — Ограде                |
| 2017.  | Гари Олдман — Најмрачнији час         | Тимоти Шаламе — Скривена љубав Данијел Деј-Луис — Фантомска нит Данијел Калуја — Бежи! Дензел Вошингтон — Роман Џеј Израел            |
| 2018.  | Рами Малек — Боемска рапсодија        | Кристијан Бејл — Човек из сенке Бредли Купер — Звезда је рођена Вилем Дафо — На капији вечности Виго Мортенсен — Зелена књига         |
| 2019.  | Хоакин Финикс — Џокер                 | Антонио Бандерас — Бол и слава Леонардо Дикаприо — Било једном у Холивуду Адам Драјвер — Прича о браку Џонатан Прајс — Двојица папа   |

### 2020-е
| Година | Добитник — Филм                         | Номиновани — Филм |
| ------ | --------------------------------------- | --- |
| 2020.  | Ентони Хопкинс — Отац                   | Риз Ахмед — Звук метала Чедвик Боузман (постхумно) — Ма Рејни: Мајка блуза Гари Олдман — Манк Стивен Јан — Минари                             |
| 2021.  | Вил Смит — Краљ Ричард: Предност у игри | Хавијер Бардем — Being the Ricardos Бенедикт Камбербач — Моћ пса Ендру Гарфилд — Тик, тик... Бум! Дензел Вошингтон — Трагедија Магбета        |
| 2022.  | Брендан Фрејзер — Кит                   | Остин Батлер — Елвис Колин Фарел — Духови острва Пол Мескал — После сунца Бил Нај — Живети                                                    |
| 2023.  | Килијан Марфи — Опенхајмер              | Бредли Купер — Маестро Колман Доминго — Растин Пол Џијамати — Бартонова академија Џефри Рајт — Америчка фикција                               |
| 2024.  | Ејдријен Броди — Бруталиста             | Тимоти Шаламе — Боб Дилан: Потпуни незнанац Колман Доминго — Синг Синг Рејф Фајнс — Конклава Себастијан Стен — The Apprentice: Прича о Трампу |